# Vikingerne i Frankerriget
I vikingetiden skete en udvikling, hvor skandinaviske – fortrinsvis danske – vikinger foretog plyndringstogter til Frankerriget. Med tiden overvintrede vikingerne i Frankerriget og blev bofaste. I begyndelsen indtog vikingerne en særstilling men i det lange løb blev de assimileret med den hjemmehørende befolkning. 

## Den tidlige periode 777-843
Historien om vikingernes tidlige angreb på Europas fastland ligger hyllet i mørke. En enkelt krønikeskriver hævder at det første angreb fandt sted i 515, hvor en konge af danerne skulle have hærget i det nordlige Frankerrige. Dette menes dog at være en myte, og den egentlige historieskrivning begynder godt et kvart årtusind senere. 
Karl den Store, konge (og senere kejser) af Frankerriget førte mellem 768 og 814 en række felttog mod de hedenske saksere. Mange saksiske høvdinge og hertuger søgte derfor tilflugt hos danernes konger Sigfred og Godfred, bl.a. Widukind, en abodritterhøvding, som 3 gange søgte asyl (777, 782, 798). 
Godfred begyndte, modsat sine forgængere, at udvide riget med en række togter mod slaverne, hvilket ikke behagede frankerne, som hidtil havde anset slavernes område som deres jagtmarker. I 804 aftalte kongerne at mødes for at forhandle en fredstraktat. Kejseren begav sig dog ikke ind i det danske område, men slog lejr i Holdenstedt, og forhandlede med Godfred gennem sine gesandter. 
Der blev vist ikke lavet en fredsaftale, så i 808 plyndrede Godfred den saksiske handelsplads Reric, og undertvang store dele af abodritternes rige (bl.a. de egne som frankerne havde underlagt sig), hvilket resulterede i, at Karl hastigt mobiliserede en hær for at gå til modangreb. Hans hær slog bro over Elben, og marcherende mod Godfred, som trak sig tilbage med købmændene fra Reric. Han grundlagde en by til sine ”erhvervede” købmænd (Hedeby), som kom til at ligge beskyttet af voldsystemet Danevirke. Karl trak sig kort efter tilbage, idet han hovedstad Aachen blev truet af vikinger. 
I 810 sendte Godfred sin hær på 200 skibe til Frisland, hvor han undertvang indbyggerne og pålagde dem skat. Karl drog mod den sejrrige danske hær, men det kom ikke til kamp, idet Godfred blev myrdet. Hans brorsøn og efterfølger Hemming sluttede fred med kejseren og sendte hæren hjem. 
Hemming endte sine dage 2 år senere, hvorefter der udbrød strid mellem danerne om hvem der skulle være den nye hersker. Frankerne holdt på Harald Klak, som stammede fra en sidegren til det danske kongehus. Harald var muligvis søn af den Halptan, der i 782 blev sendt til frankerne som danernes gesandt. Han sveg imidlertid sine landsmænd og blev frankernes mand. Haralds modstandere blev Godfredssønnerne. 
Flere gange kom det til krig mellem kongsemnerne, men på et tidspunkt i 820’erne enedes parterne om at arbejde sammen. Harald søgte dog stadig at tilrane sig kronen, og i 826 opsøgte han kejser Karls søn, Ludvig den Fromme, for at få hjælp i sin kamp. Ludvig lovede at hjælpe ham mod at han lod sig døbe, hvilket han gjorde. Harald lovede imidlertid også at få vikingernes hærgen bragt til ophør, men dette lod sig ikke gøre.
I tidsrummet 826-834 er kilderne tavse med hensyn til danerne. Men i 834 forlyder det at danerne atter har en ny konge, Horik. Han nævnes i et brev, hvor han undskylder sine landsmænds hærgen i Frankerriget og afbrændingen af handelsbyen Dorestad. Det virker dog ikke som om togterne hører op af den grund, og flere klostre beretter i tiden derefter om overfald. 
I 840 døde kejser Ludvig, og hans 3 sønner – Karl den Skaldede, Lothar og Ludvig den Tyske – bekæmpede i 3 år hinanden, før de i byen Verdun enedes om at dele riget. Denne deling betød, at kongerne havde nemmere ved at mobilisere et forsvar når vikingerne kom for at hærge. Derfor faldt antallet af overfald drastisk. Det sidste store overfald fandt sted i 845 hvor danske og norske vikinger angreb og erobrede Paris, som de holdt i godt et år.

## Den fornyede interesse 885-911
Først i 885 begynder kilderne atter at berette om vikingerne. Dette år var den danske konge Sigfred draget til Paris med en fællesnordisk hær, for at tilbageerobre byen. I elleve måneder belejrede de byen, og hærgede omegnen. Men byen holdt stand, og vikingerne måtte drage bort med uforrettet sag. 
Dette var den første af de ”store hære” som på den tid drog ud og hærgede Vesteuropa. År for år vendte flåderne tilbage, og især det nordlige Frankerrige blev der hærget. Kirkebønnerne i dette område blev altid afsluttet med: ”Fri os fra de vilde normannere!”. 
I 911 kom den danske vikingehøvding Rollo til Frankerriget, hvor han med sin hær hærgede så groft, at kong Karl den Enfoldige afstod området omkring Seinens udmunding (det senere Normandiet) til ham, mod, at han lovede at beskytte området mod andre vikinger. Rollo aflagde troskabsed, blev døbt, og slog sig ned i Rouen. I området havde der i de senere år været en del vikinger der havde slået sig ned, så loyalitet blev intet problem. 

## Afslutningen 911-1066
Rollo holdt sit løfte, og beskyttede Frankerriget mod vikingernes hærgen. Dette betød imidlertid at den strøm af vikinger, som ville slå sig ned i områderne, ophørte. Langsomt begyndte fransk at udkonkurrere dansk, og blot 30 år efter erobringen, måtte Rollos sønnesøn sendes til Bayeux for at lære dansk, idet ingen andre i Normandiet mestrede sproget. Rollos hær blev i 920’erne hjemsendt, og normannerne begyndte at erhverve frankiske soldater. Rollos successorer udvidede hertugdømmet til den dobbelte størrelse, og normannerne blev en betydelig magtfaktor. I 1050 drog normanneren Roger til Sicilien og Syditalien, hvor han nedkæmpede muslimerne og gjorde sig til konge. I 1066 drog hertug Vilhelm af Normandiet til England med en enorm hær. Han besejrede den engelske konge Harold Godwinson og gjorde sig til konge. 
Vikingernes tid i Frankerriget var overstået. Deres efterfølgere blev senere berømte som europæiske konger, og kendt som drivkraften bag de middelalderlige korstog.

## Stednavne fra vikingetiden (800 →)
Et morsomt levn fra vikingetiden er af sproglig art. Eventyrlystne unge fra især den sjællandske hedeboegn (se også Hedehusene, Baldersbrønde og runesten), som dengang havde vandveje til såvel Køge bugt som Roskilde Fjord, drog til Nordfrankrig og Danelagen i England. I Nordmandiet træffer man bynavne som Calleville (Kallerup), Toutainville (Taastrup), Sotteville (Soderup), Tocqueville (Tågerup, Gerville (Gerdrup) og Corneville (Kornerup). Alle sammen navne, der kan henføres til stednavne omkring Roskilde Fjord, siger historikeren dr. phil. Marius Christensen.
tot (-toft)Étaintot (Steinstoft, Stentoft), Lilletot (Lilletofte), Sassetot (Sakstoft), Quettetot (Kildstoft, Keldstoft),...
londe / -lon / -ron (lund)la Londe (Lund), Bouquelon (Bøglund), Yquelon (Egelund),...
dalle / -dal (dal)Dieppedalle / Dipdal (Dybdahl), le val Landal (Langdal),..
bec (bæk)Le Bec (Bække), Houllebec / Houlbec (Holbæk), Caudebec (Koldbæk), Orbec (Ørbæk),...
thuit / -tuit (tved)Le Thuit (Tved), Bracquetuit (Bregentved),..
-hus (hus)Sahurs (Salhus 1024) (Salhus), Étainhus (Stenhus)
-vic / -vy (vig)Sanvic (Sandvig),....
-beuf / -bot / -butCriquebeuf / Carquebut (Kirkeby),...